# Armenisch-portugiesische Beziehungen
Die armenisch-portugiesischen Beziehungen beschreiben das zwischenstaatliche Verhältnis von Armenien und Portugal. Die Länder unterhalten seit 1992 direkte diplomatische Beziehungen.
Die Beziehungen der beiden Ländern gelten als gut, jedoch ausbaufähig. Sie werden bestimmt vom vergleichsweise geringen bilateralen Handel und der gemeinsamen Mitgliedschaft in einer Reihe internationaler Organisationen, darunter der Europarat, die Organisation für Sicherheit und Zusammenarbeit in Europa, der Internationale Währungsfonds und die verschiedenen UN-Organisationen. Zudem besteht über die Östliche Partnerschaft eine Verbindung zum EU-Mitglied Portugal, und militärstrategisch über Armeniens Mitgliedschaft in der sog. NATO-Partnerschaft für den Frieden eine Verbindung zum NATO-Gründungsmitglied Portugal.
Die beiden Länder schlossen bilaterale Kooperationsabkommen in den Bereichen Bildung, Wissenschaft und Kultur.
Im Jahr 2009 waren keine portugiesischen Staatsbürger in Armenien konsularisch registriert, während 74 Bürger Armeniens im Jahr 2015 in Portugal gemeldet waren.

## Geschichte

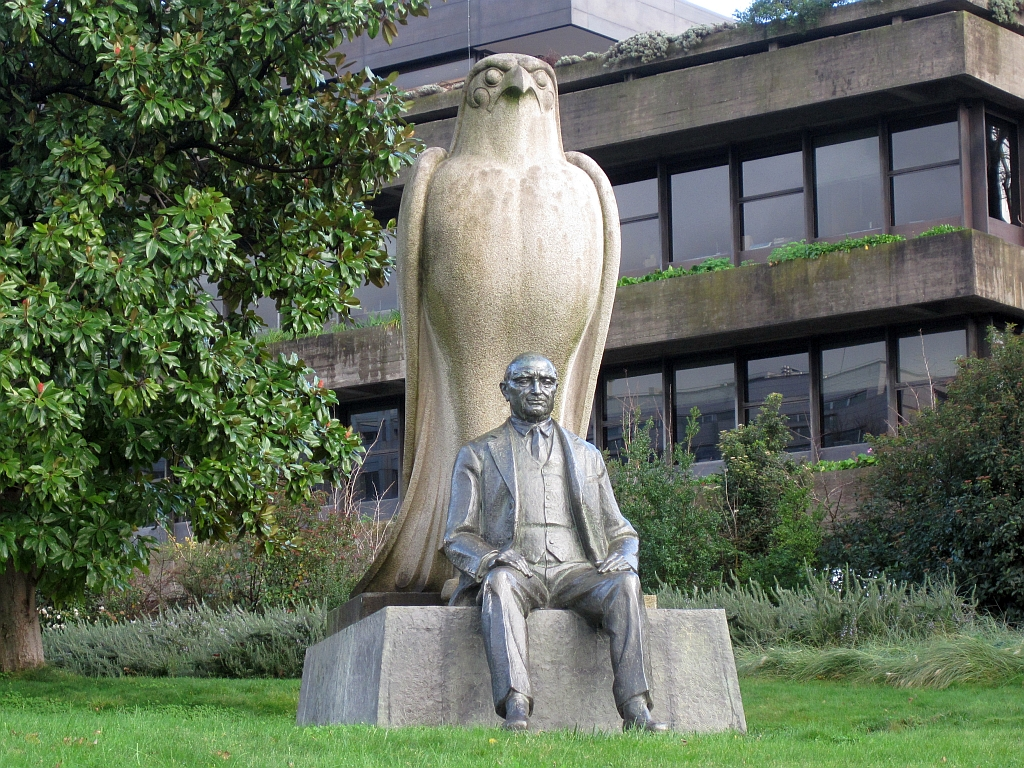
Statue Calouste Gulbenkians vor der von ihm gegründeten bedeutenden Kultur-Stiftung in Lissabon

Portugal erkannte die 1918 unabhängig gewordene Demokratische Republik Armenien am 10. August 1920 an. Nach dem Einmarsch der Roten Armee zur Unterstützung der kommunistischen Putschisten in Armenien am 6. Dezember 1920 hörte die Demokratische Republik auf zu existieren.
1942 wanderte der einflussreiche armenische Geschäftsmann Calouste Gulbenkian nach Lissabon aus, wo er bis zu seinem Tod 1955 lebte. Die von ihm gegründete Stiftung (Fundação Calouste Gulbenkian) erbte seine umfangreiche Kunstsammlung und einen Teil seines großen Vermögens. Sie ist heute ein bedeutender Akteur im portugiesischen Kulturleben.
Am 27. Juli 1983 verübten armenische Untergrundkämpfer einen Anschlag auf die türkische Botschaft in Lissabon. Nachdem Explosionen aus der Botschaft zu hören waren, kam die neu gegründete Spezialeinheit GOE (Grupo de Operações Especiais) der portugiesischen Polizei hier zu ihrem ersten Einsatz, fand jedoch in der Botschaft nur noch die Leichen der fünf Attentäter, die der Ehefrau des türkischen Geschäftsträgers und die eines portugiesischen Polizisten vor.
Nach der armenischen Unabhängigkeit von der Sowjetunion am 21. September 1991 erkannte Portugal die neue Republik an. Die beiden Staaten nahmen am 25. Mai 1992 diplomatische Beziehungen auf.
Der armenische Außenminister besuchte Portugal 2000 und 2010, während sein portugiesischer Amtskollege in den Jahren 2001 und 2002 zu Besuch nach Armenien kam.
Gegenseitige ständige Vertretungen haben die beiden Länder bisher nicht eingerichtet, jedoch bestehen wechselseitig Honorarkonsulate. (Stand März 2017).

## Diplomatie
Portugal unterhält keine eigene Botschaft in Armenien, das Land gehört zum Amtsbezirk des portugiesischen Botschafters in der russischen Hauptstadt Moskau. Ein portugiesisches Honorarkonsulat ist in der armenischen Hauptstadt Jerewan eingerichtet.
Armenien hat ebenfalls keine Botschaft in Portugal, sondern ist dort mit seinem Vertreter in der italienischen Hauptstadt Rom doppelakkreditiert. Es bestehen zwei armenische Honorarkonsulate in Portugal, in Porto und in der Hauptstadt Lissabon.

## Wirtschaft

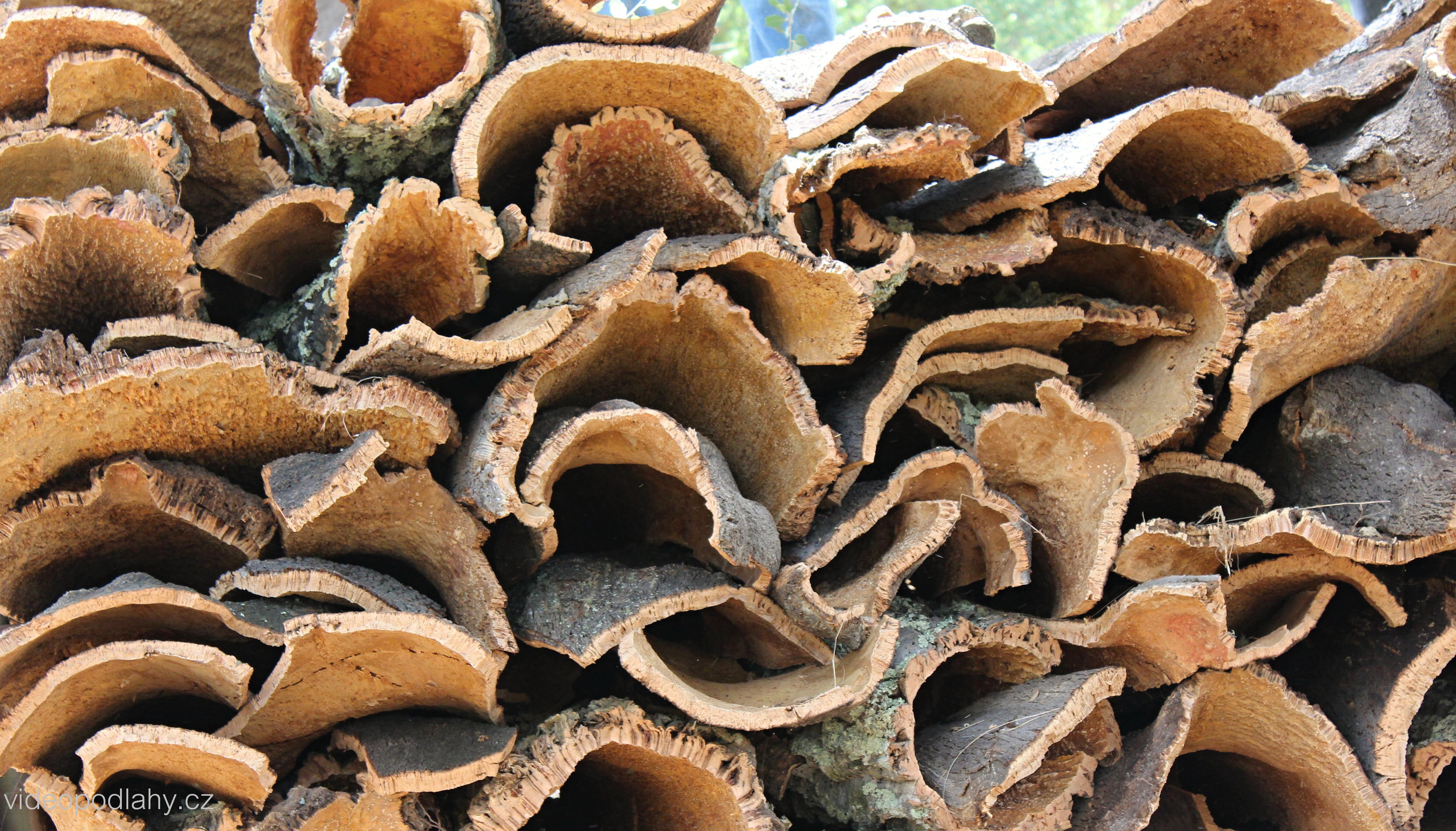
Kork-Produkte sind das wichtigste portugiesische Exportgut nach Armenien

Die portugiesische Außenhandelskammer AICEP unterhält keine Niederlassung in Armenien, zuständig ist das AICEP-Büro in Moskau.
Im Jahr 2016 exportierte Portugal Waren im Wert von 2,57 Mio. Euro nach Armenien (2015: 2,89 Mio.; 2014: 3,75 Mio.; 2013: 3,54 Mio.; 2012: 3,38 Mio.), davon 36,1 % Kork und Holz, 28,5 % Lebensmittel, 16,5 % Papier und Zellulose und 6,8 % Maschinen und Geräte.
Im gleichen Zeitraum lieferte Armenien Waren im Wert von 22.000 Euro an Portugal (2015: 23.000; 2014: 1.000; 2013: 8.000; 2012: 0), davon 93,5 % Minerale und Erze (insbesondere Stein und Baumaterial), 5,2 % Präzisionsinstrumente (insbesondere Ventile und Regelwerke) und 1,0 % Schuhwerk.
Damit war Armenien 2016 im portugiesischen Außenhandel an 136. Stelle als Abnehmer und an 171. Stelle als Lieferant, während Portugal 2015 im armenischen Außenhandel an 73. Stelle unter den Abnehmern und an 40. Stelle unter den Lieferanten stand.

## Sport

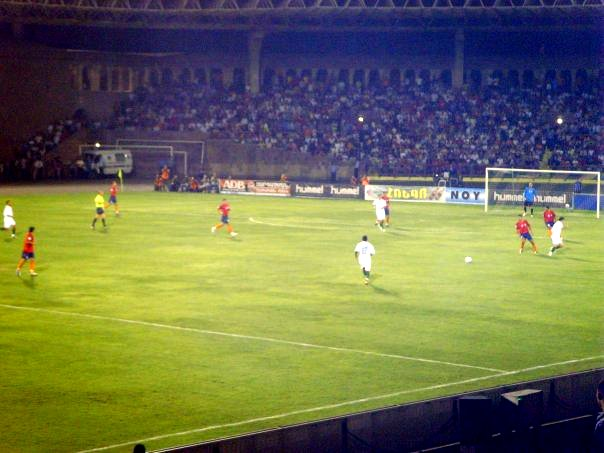
Armenien-Portugal am 22. August 2007 im Wasken Sarkissjan-Stadion in Jerewan, Qualifikationsspiel zur EM 2008

Die Armenische Fußballnationalmannschaft und die Portugiesische Nationalelf sind bisher sechsmal aufeinander getroffen, mit vier portugiesischen Siegen und zwei Unentschieden (Stand Februar 2017).
Nur selten spielen armenische Spieler auch in portugiesischen Klubs. Zu den wenigen Beispielen zählt David Azin, der 2014 bei União Madeira unter Vertrag stand.
Die portugiesische und die armenische Frauen-Nationalmannschaft sind bisher viermal aufeinander getroffen, mit vier portugiesischen Siegen (Stand März 2017).